# Nicolò Rezzara
Nicolò Rezzara (Chiuppano, 8 de marzo de 1848 – Bérgamo, 6 de febrero de 1915) fue un sociólogo y político italiano.

## Biografía

### Primeros años
Nació en 1848 en Chiuppano, en la provincia de Vicenza, en una familia de campesinos de modesta extracción. Quedando huérfano de padre a la edad de siete años, fue acogido por un tío materno que vivía en Vicenza, capital de los Montes Béricos, lo que le permitió ir a la escuela y después completar sus estudios superiores. Al final de su formación, obtuvo un título de profesor y ejerció profesionalmente en el colegio Cordellina Bissari y en el Seminario episcopal. Ferviente creyente, se implicó en numerosas iniciativas de carácter católico. Fue nombrado jefe de dormitorios en el orfanato de la ciudad;  participó en la fundación de semanarios como Il Berico en 1876, y el Dono di Pasqua, y trabajó activamente en el nacimiento y la expansión de la Azione Cattolica, de Vicenza, así como del Circolo San Giuseppe. Más adelante obtuvo de la Universidad de Padua la capacitación como enseñante, pero a causa del clima laico de la institución se vio forzado a dejar la ocupación.

### En Bérgamo

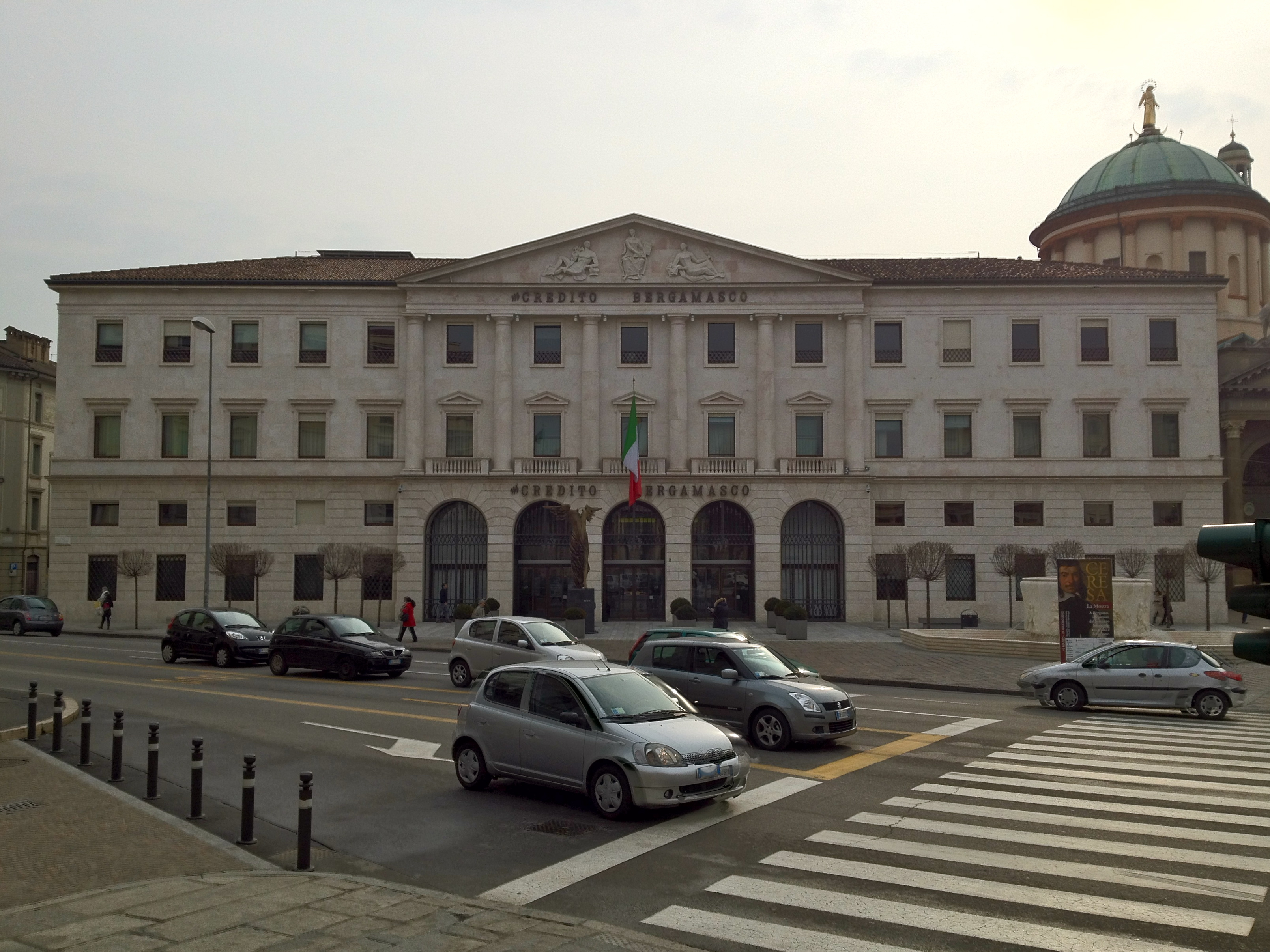
La actual sede del Credito Bergamasco, fundada por Rezzara

En octubre de 1877 se desplazó a Bérgamo para participar en el Congresso Cattolico. A pesar de su corta edad y poca experiencia, fue nombrado miembro del Comitato Diocesano dell'Opera dei Congressi, y le ofrecieron la cátedra de Historia y Literatura en el colegio local Bartolomeo Colleoni.
Al poco tiempo, ayudado por el ambiente fuertemente católico que propiciaba la "Azione Cattolica bergamasca", presente en todas las diócesis de manera generalizada y organizada (la diócesis de Bérgamo fue definida por el papa Pío X como la primera diócesis de Italia), Rezzara comenzó a hacerse conocido en toda la ciudad.
En este contexto, conoció y colaboró con Giambattista Caironi (1848-1903), colega en la enseñanza, con el que fundó en 1879 el periódico Libertà d'Insegnamento y en 1880 el periódico diario L'eco di Bergamo, mientras que en 1885 creaba el semanario político de Il Campanone. Además, en 1891, fundó, en colaboración con el conde Stanislao Medolago Albani, el banco Piccolo Credito Bergamasco (que luego  derivó en el Credito Bergamasco).
Participó en la obra católica "Opera dei congressi e dei comitati cattolici", colaborando con Giuseppe Tovini, en sustitución del cual ocupó la dirección de la tercera sección, dedicada a la instrucción y a la educación. Por medio de esta asociación fue nombrado en 1882 miembro del comité central, y en 1887 aceptó el cargo de secretario general, puesto que desempeñó consecutivamente durante 14 años. Se hizo entonces protagonista de numerosas iniciativas, tanto en el ámbito religioso como en el social, centrando su atención hacia las clases sociales más desfavorecidas.
En 1881 fundó "L'Opera delle Cucine Economiche" (Obra de las cocinas económicas), iniciativa para combatir la pelagra que estableció en la ciudad un conjunto de cocinas que permitiesen mejorar la alimentación de los pobres, causa de la propagación de esa enfermedad. Además, fue nombrado miembro de la "Commissione Provinciale per la cura della Pellagra".

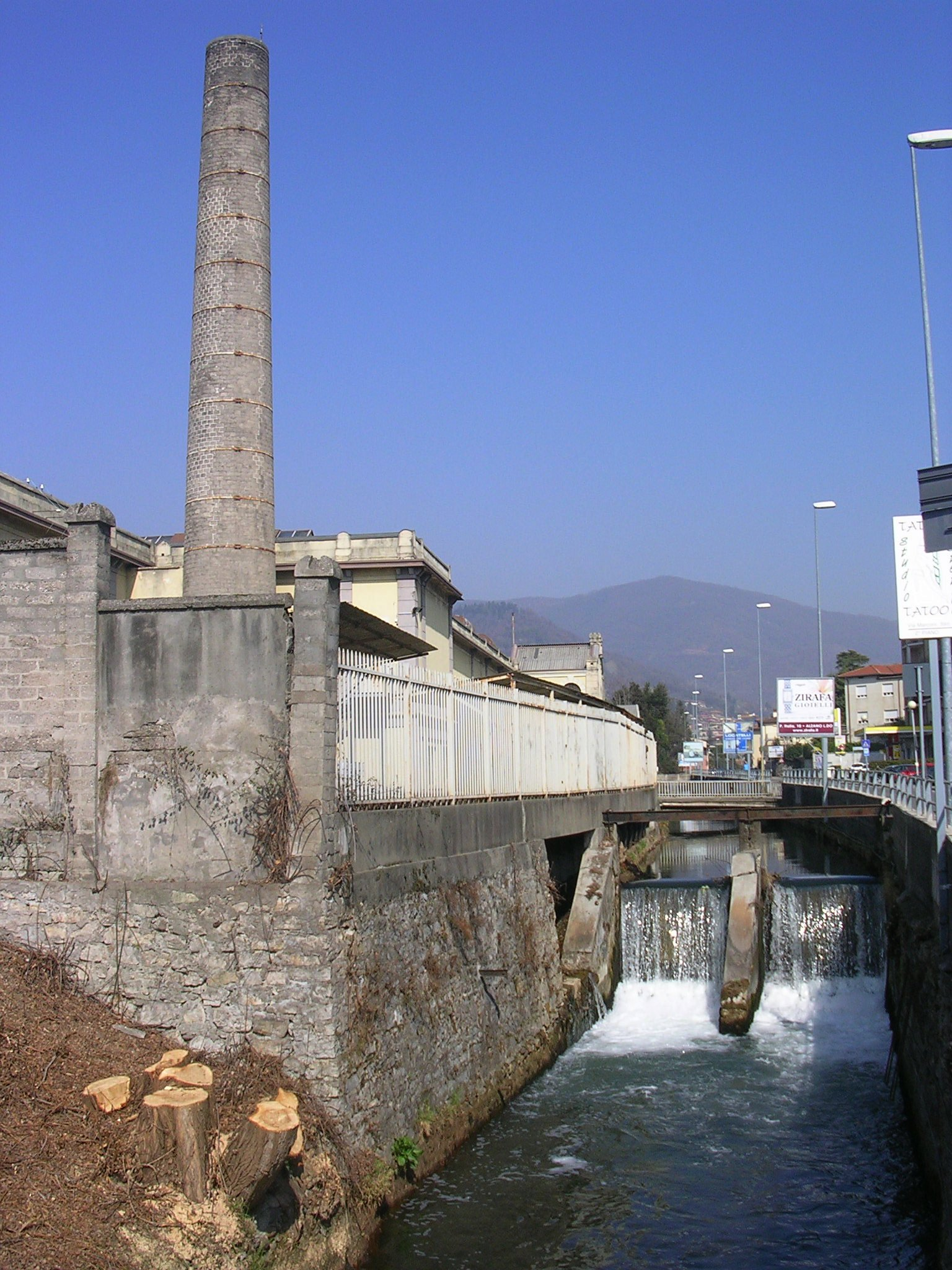
La fábrica de Zopfi, en Ranica, donde se dio la huelga de 1909, en la que Rezzara tuvo un papel importante

Creó la "Società cattolica femminile di mutuo soccorso" (Sociedad católica femenina del mutuo socorro) y la "Panificio cooperativo bergamasco" (Panadería cooperativa de Bérgamo), construyó la "Casa del popolo" y le dio vida a la "Scuola popolare", herramienta destinada a combatir el analfabetismo.
En el ámbito político, en 1887, fue elegido, primero en el consejo provincial de Bérgamo y luego en el de la ciudad.
Se interesó, también, por los numerosos problemas relacionados con la questione operata (cuestiones de la clase obrera), siendo asignado por la Santa Sede representante único en la "Associazione internazionale per la protezione legale dei lavoratori" (Asociación internacional para la protección de los derechos de los trabajadores), que tuvo lugar en 1908.
Al año siguiente, en calidad de Presidente Director Diocesano de la Azione Cattolica, fue invitado al "Ufficio del Lavoro" de Bérgamo, a mediar en la disputa en la fábrica de Zopfi de Ranica (Bérgamo), en la que más de 800 trabajadores se declararon en huelga en contra de los propietarios.
Rezzara logró conciliar las dos posiciones, obteniendo el reconocimiento por parte de la "Lega Operaia" y de la propiedad, además de obtener pequeñas mejoras de las condiciones obreras. Esta mediación es reconocida como fundamental en la creación en Bérgamo del sindicato católico conocido como la Confederación italiana de los trabajadores, antecesora de la CISL.
La gestión y la resolución de esta disputa, como de otras situaciones enmarcadas en el contexto social y político, generó divergencias entre las diferentes posiciones del entorno católico. Fueron numerosos los desacuerdos entre Rezzara, que fue apoyado en su trabajo por el obispo bérgamasco Giacomo Radini-Tedeschi y por el secretario y monseñor Angelo Roncalli (futuro Papa Juan XXIII), y Stanislao Medolago Albani, con una conducta más conservadora que protegía a los grandes poderes, al cual se unieron también el Cardenal secretario del Estado del Vaticano, Rafael Merry del Val y el Papa Pío X. 
En los últimos años de su vida Rezzara abandonó progresivamente sus cargos, enfermando gravemente en 1914. Falleció el 6 de febrero de 1915.